# Радецкий, Фёдор Фёдорович
Фёдор Фёдорович Радецкий (1820, Санкт-Петербург — 14 января 1890, Одесса) — русский полководец, генерал от инфантерии, генерал-адъютант. Герой Русско-турецкой войны 1877—1878 годов, руководитель обороны Шипки, национальный герой России и Болгарии.
Почётный гражданин Санкт-Петербурга и Полтавы, член Государственного совета, почётный член Николаевской академии Генерального штаба.
В тяжёлых боях на Шипке в 1877 году русские войска, руководимые Радецким, отразили турецкое наступление и затем героически выдержали изнурительное и затяжное «шипкинское сидение», а 28 декабря 1877 года вся турецкая армия, блокировавшая Шипку, была взята Радецким в плен. Это сражение нанесло решающее поражение турецкой армии. После окончания войны Радецкого чествовали как национального героя.
Всеволод Модзалевский, русский офицер и полярник, писал о генерале Радецком в статье для РБС: «Имя Радецкого, доблестного героя Кавказа, Дуная и Шипки, навсегда будет дорого каждому русскому сердцу. Непреклонная решимость в достижении поставленной цели, бесстрашие, справедливость, постоянное горячее попечение о солдате, скромность после совершения подвига, простота и мягкость сердца, — вот черты этой чисто русской натуры. Это тот тип русских людей, которые, будучи поставлены силою обстоятельств к какому-либо делу, свято исполняют его, самоотверженно несут его тягости».

## Происхождение
Родился в 1820 году в Санкт-Петербурге в семье отставного полковника Фёдора Фёдоровича (Фридриха Христофора) Радецкого (1782—1859), выходца из дворянского рода Радецких, (традиционно исповедовавших кальвинизм и прежде живших в Курляндии), и Евдокии Петровны, урождённой Жуковой (1792—1861), из дворян Полтавской губернии. Братья — Владимир (1822—1871, инженер-полковник), Александр (1826 — после 1860, генерал-майор), Константин (1829—1889).

## Учёба
Поступив 5 ноября 1834 года в кондукторскую роту Главного инженерного училища и произведённый 14 марта 1838 г. в унтер-офицеры, Радецкий по экзамену выпущен был 13 августа 1839 года в полевые инженер-прапорщики, с оставлением при Училище для прохождения курса наук в инженерных офицерских классах. По окончании курса через два года, Радецкий 9 сентября 1841 года был выпущен на действительную службу в Инженерный корпус и получил назначение в Варшавскую инженерную команду, откуда в 1842 году переведён был на Кавказ — в Грузинский инженерный округ, где и начал своё боевое поприще, оказав ряд боевых отличий против горцев.

## На Кавказе

### Кампании 1843 и 1844 г.
Первым подвигом молодого военного инженера Радецкого была постройка оборонительной башни на Каменном мосту, в верховьях реки Кубани, где приходилось производить работы под неприятельскими выстрелами.
В 1843 году в отряде генерал-майора Безобразова он участвовал в походе против горцев из станицы Невинномысской к реке Урупу, а 1—2 мая того же года — в переправе через эту реку в виду громадного скопища горцев, а также в передвижении отряда к реке Большому Зеленчуку и в отражении неприятеля от станицы Бекешевской, после чего преследовал разбитого неприятеля по Кумскому ущелью.
В следующем, 1844 году он участвовал в походе Чеченского отряда генерал-адъютанта Нейдгардта от Таш-Кичу к реке Ярык-Су и в переправе через эту реку 7 июня, после чего отряд направился к крепости Внезапной близ деревни Андреевой. 13 июня происходил бой с горцами при селении Зурамакент и занятие деревень Инчхе и Костала, а на другой день — движение отряда через Хубары и Гертму к Теренгульскому оврагу, где расположились огромные скопища Шамиля, открывшего канонаду по отряду. Назначенный 17 июня в отряд генерал-майора Фрейтага, Радецкий участвовал в походе через Черкей в Темир-Хан-Шуру, где, по приказанию начальника инженеров, производил съёмки мензулою около аула Черкей и временно заведовал работами по возведению мостового укрепления и моста в этом ауле. 1 июля, за отличие по службе, Радецкий произведён был в подпоручики, а 6 июля выступил из Темир-Хан-Шуры в Бурундук-Кале и затем к Ирганаю, где участвовал в перестрелке с горцами и в отражении нападения на арьергард. Возвратившись обратно в Темир-Хан-Шуру, Радецкий был назначен в отряд генерал-майора Пассека, с которым выступил в Евгеньевское укрепление, где и находился до 28 августа. С этого времени начинается ряд небольших походов, набегов, рекогносцировок и экспедиций против горцев и непокорных жителей аулов Новый и  Старый Буртунай, Салатау, Гуни, причём базой отряду служило Евгеньевское укрепление. 15 сентября Радецким был сожжён аул Зубуту и мост через реку Сулак под сильным огнём противника, а 17 он участвовал в штыковой атаке горцев, засевших в лесу и теснивших наш арьергард при возвращении в лагерь.

### Даргинский поход
В 1845 году в отряде, собранном в селении Джангутай под начальством генерал-майора князя Кудашева, Радецкий участвовал в походе отряда для усмирения волновавшихся селений Акуши, Оглы и Лаваши, а затем в обратном движении через Урму под общим начальством Главнокомандующего генерал-адъютанта князя М. С. Воронцова. 5 июня, под личным руководством Главнокомандующего, он участвовал в штурме горы Анчимеер и за отличие в этом деле произведён в поручики. После сражений при урочище Буцур-Кале и Андрио-Дедо до соединения войск главного отряда при укреплении Удачном Радецкий участвовал в устройстве дороги в Мичикальском ущелье. 8 и 9 июня Радецкий руководил постройкой укрепления ниже перевала Кирк, а 11 и 12 совершил переход на позицию при селении Цилитль для соединения с отрядом генерал-майора Д. В. Пассека; 13 числа, с двумя сотнями Моздокских казаков, совершил рекогносцировку Бурцукальского прохода в Андию и занял селение Гоцатль-Анди. В тот же день Радецкий участвовал в сражении с отрядом горцев под предводительством имама Шамиля, занявшего сильную позицию на высотах Азам, в штурме позиции неприятеля и совершенном его поражении. 21 июня у Занак-Бака Радецкий участвовал в рукопашной схватке при отражении неприятеля. После прибытия 5 августа в Темир-Хан-Шуру, Радецкий выступал 1 декабря в отряде генерал-лейтенанта Лабынцева против неприятеля, расположившегося в Кулеуме и Оглы. За отличие при Дарго Радецкий 4 августа 1845 г. получил орден Св. Станислава 3-й степени.

### Кампания 1846 г.
В 1846 г., с 14 января и по 15 июня, он находился в Чеченском отряде, в составе которого совершил переходы к крепости Грозной и оттуда в крепость Воздвиженскую, а после этого участвовал в экспедициях против горцев в Гехи, в переправе через Гойту, при занятии укрепления Мартанау и во взятии с боя неприятельских завалов. Со взятием этого пункта Радецкий соединился с отрядом генерал-майора Нестерова, после чего с 18 по 28 января войска занимались вырубкой и истреблением леса под беспрерывной канонадой горцев; в периоде этого же времени Радецким были построены 3 плотины на реке Валерике для водопоя, и он участвовал в жарких делах с Чеченцами у рек Натхой и Фортанги со сбитием неприятельских орудий и отражением конницы; 28 января — при следовании отряда полковника барона Меллер-Закомельского из крепости Воздвиженской в деле с огромной партией чеченцев и при передвижении всего отряда к крепости Грозной; 3 февраля в поисках сотни Гребенских казаков к аулу Гертле, схватке с чеченцами и отбитии у них 119 голов скота, а 15 и 16 в отбитии ещё стада баранов и другого рогатого скота. Высланный 2 марта из крепости Грозной в Ханкалинское ущелье для рубки дров, Радецкий подвергся нападению партии в 300 чеченцев, которые были отражены штыками. 5 марта у Закан-Юрта чеченцы пытались отбить обратно скот, но были отброшены. После сбора всего отряда, Радецкий 14 апреля выступил с ним на реку Сунжу против вторгнувшегося Шамиля, причём подполковник Костырко удачно отбил 5 атак чеченцев на эту колонну. После возвращения отряда в Грозную к крепости подступил 20 июля Наиба-Сибдула, который был отбит пушечным огнём. По роспуске этого отряда Радецкий был переведён в Кавказский сапёрный батальон, где назначен командующим 3-й сапёрной ротой.

## Военная академия и Венгерский поход 1849 г
В июле 1847 года он отправился в Санкт-Петербург для поступления в Императорскую Военную академию, окончив курс которой 19 июля 1849 г. по 1-му разряду и с производством 25 июля в штабс-капитаны, отправился в действующую армию, в 5-й пехотный корпус, действовавший против Венгерских мятежников в Трансильвании и находившийся в городе Германштадте. После прекращения военных действий, 23 августа 1849 г., Радецкий возвратился в придунайские княжества и оттуда вместе с 5-м корпусом (5 апреля 1850 г.) — в пределы Империи.
По возвращении в Россию Радецкий опять просился на Кавказ, вследствие чего был командирован на службу в отдельный Кавказский корпус, куда и отправился в ноябре того же 1850 года. За отличные успехи в науках в Императорской Военной академии Радецкий был произведён 22 декабря в капитаны с переводом в Генеральный штаб.

## Опять на Кавказе

### Слепцовский отряд
Назначенный по прибытии 9 января 1851 г. в Тифлис в отряд генерал-майора Н. П. Слепцова на Нижней Сунже, Радецкий участвовал в работах по заселению этой области и по устройству двух станиц — у бывшего аула Алхан-Юрт и у аула Самашки.
Эти меры были важны для прикрытия линии по Тереку и для полного обладания краем, так как он заселялся казаками и пехотными резервами. Неприятель препятствовал ходу работ, но всегда был отбиваем с большим для него уроном; особенно жестоко чеченцы были наказаны 7 июля, когда они бежали, бросив скот и оружие.
В этих враждебных против отряда действиях более всего принимали участие жители Нагорной Чечни, которые, надеясь на свои неприступные позиции, не только сами постоянно нападали на нас, но подстрекали уже покорившихся нам карабулаков и галашевцев. Чтобы прекратить это, генерал-майор Слепцов скрытно собрал в лесах Алхан-Юрта и на правом берегу  Ассы
два отряда, силой в совокупности 11 рот пехоты и 5 орудий и напал внезапно главной колонной вверх по лесистому ущелью реки Гехи
, с казаками в обход, на хутора гнездившегося здесь , отогнав у жителей весь скот, обратив население в бегство и истребив всё их имущество.
Другой отряд под начальством войскового старшины Предсмирова так же удачно вторгся в ущелье реки Шалажи и истребил или захватил все имущество рассеянных хищников. Озлобленные потерею своего достояния чеченцы, собравшись в значительных силах в верховьях рек Гехи, Шалажи, Рошни, Урус-Мартана и Гойта
, напали на отступавший, обременённый добычею отряд, но стойкость пехоты и казаков, отличный порядок и распорядительность начальников не допустили неприятеля исполнить свои замыслы и произвести какое-либо расстройство в войсках. В особенности главной колонне пришлось вынести жаркий бой с бросавшимися в шашки чеченцами, отражая их штыками. Здесь много помогли пущенные своевременно 14 ракет, которые произвели сильное расстройство в рядах неприятеля.
В этих делах чеченцы потеряли своего известного предводителя Наиба Магомет-Мирза-Анзорова, много влиятельных старшин и, по показаниям верных лазутчиков, до 200 человек убитыми и ранеными. После такого поражения, видя, что их неприступные позиции оказались доступными нашему оружию, многие жители Нагорной Чечни стали искать нашего покровительства.
В июле этого года Радецкий был командирован Главнокомандующим Кавказским корпусом генерал-адъютантом князем М. С. Воронцовым в Кубу для собирания сведений, после вторжения неприятеля в Кайтаг и Табасарань, о предприятиях Гафли-Мурата и Шамиля и о возможной степени содействия со стороны местных жителей, что и было им исполнено с точностью и успехом.

### Лезгинская линия
В течение 1852 г. Радецкий состоял в Лучекском отряде под начальством генерал-майора Волкова, участвовал в походе из Самурского округа к Гельмецу, при занятии Курдула, при истреблении этих двух аулов и до полного очищения горных магалов вплоть до бегства Даниеля-Бека 29 июня. После возвращения генерал-майора Волкова через селение Цухури в Прикаспийский край, Радецкий перевёлся в Дагестанский отряд на Кутишенские высоты. 30 июля отряд выступил с Кутишенских высот на Турчидах, а оттуда через Дюзь-Майдан и селение Губдени в Темир-Хан-Шуру, куда и прибыл 15 сентября, а 17 ноября — в отряд генерал-майора Волкова у укрепления Евгеньевского, затем переправился через реку Сулак, участвовал в ночном движении на возвышенность Дюзь-Тау, при истреблении неприятельских завалов в Теренгульском овраге и при сожжении запасов сена и хлеба у Старого Буртуная, после чего 19 ноября возвратился в Темир-Хан-Шуру. Назначенный исполняющим должность старшего адъютанта в штабе командующего войсками Прикаспийского края по части Генерального штаба, Радецкий за отличие, оказанное в делах с горцами на Лезгинской линии, получил 16 декабря орден Св. Анны 3-й степени и 16 июня следующего года именное Монаршее благоволение в Высочайшем приказе.

### Кампании 1853—1857 гг.
Находясь с 22 июня 1853 г. в Дагестанском отряде, Радецкий отличился в бою на Кутишинских высотах и затем находился в движении отряда князя М. З. Аргутинского-Долгорукова на Лезгинскую кордонную линию; за отличие в кампании был награждён 18 августа 1855 г. орденом Св. Анны 2-й степени. В марте следующего года Радецкий был в движении отряда к селению Башлы и рассеянии там отряда катахайцев.
Произведённый 11 апреля 1854 г. в подполковники, Радецкий в кампании этого года был в экспедиции в Салатавию, где в июле принимал участие в занятии Буртуная, в августе был в перестрелках с горцами под Турчидагом, в октябре — в движении из Темир-Хан-Шуры к Чир-Юрту и обратно и за отличие в делах был награждён 4 октября 1855 г. орденом Св. Владимира 4-й степени.
26 апреля 1855 г. Радецкий получил назначение заведующим штабом командующего войсками в Прикаспийском крае. Оставаясь в этой должности в течение года, Радецкий был в походах на Кутишинские высоты, в Салатавию и следующий год встретил в экспедиции против Табасарана. В течение 1856 г. Радецкий участвовал в боях с горцами у селения Клякент (3 февраля), между постом Темиргаевским и Чир-Юртом (26 февраля), возле укреплений Ходжал-Махинского (1 апреля) и Цудахара (10 апреля и 17 мая), при взятии и разрушении Гергебиля (31 мая), у селения Ташкент (1 июля) и в урочище Шеншерек (11 июля) и наконец в ночном бою на Салатавских высотах (3—4 августа). 16 августа назначен начальником штаба 21-й пехотной дивизии и войск в Прикаспийском крае и затем снова был в походе в Табасарань. За отличие в делах против горцев в 1855 году и за взятие в плен в Табасарани главных преступников и возмутителей Радецкий был произведён 10 октября 1857 г. в полковники, а в кампанию 1857 года, за командование отрядом в сражении с горцами при урочище Джантай-Гол и за дела в Салатавии, ему объявлено дважды Монаршее благоволение и вручена императорская корона к ордену Св. Анны 2-й степени (31 января 1859 г.).

### Кампании 1858—1863 гг.
В 1858 г. Радецкий совершил множество блестящих дел против горцев, среди которых был заметен штурм 17 июля Мичикальских завалов и августовские бои под Буртунаем. Назначенный 1 декабря командиром Дагестанского пехотного полка, Радецкий со своим полком в феврале—апреле 1859 г. совершил с отрядом барона А. Е. Врангеля экспедицию в Ауху и Ичкерию и совершил там много подвигов, один из которых был 1 июля отмечены орденом Св. Георгия 4-й степени
В воздаяние за отличие, оказанное в экспедиции против Горцев, при переправе чрез р. Андийское-Койсу
Также 10 мая 1860 г. ему было пожалована золотая шашка с надписью «За храбрость». Далее Радецкий был при штурме аула Гуниб и пленении Шамиля.
В кампанию 1860 г. Радецкий штурмовал 27 сентября аул Беной; 18 ноября назначен исполняющим дела начальника штаба войск Терской области и 1 февраля 1861 г. вступил в должность. За отличие в кампании 1860 г. Радецкий 15 июля 1861 г. был произведён в генерал-майоры с зачислением по Генеральному штабу. В октябре—декабре действовал против отрядов Байсунгура и Умы-Атаба.
В кампании 1862 г. участвовал в боевых действиях за Кубанью и в Черкесии по обе стороны Кавказского хребта, уничтожении аулов по рекам Ахтырь, Бугундырь, Абин, Шипсу, устройстве станиц и постов на реке Хабль. 23 августа 1863 г. назначен помощником начальника Кавказской гренадерской дивизии. В 1863 г. находился в Закатальском округе по случаю возмущения тамошних жителей и за успокоение населения 5 сентября был награждён орденом Св. Владимира 3-й степени с мечами.

## Мирная служба
После покорения Кавказа с 17 февраля 1865 г. Радецкий командовал 38-й пехотной дивизией и за отличие по службе был награждён 16 апреля 1867 года орденом Св. Станислава 1-й степени с мечами. 6 марта 1868 г. получил в командование 21-ю пехотную дивизию и за отличие по службе 20 мая 1868 г. произведён в генерал-лейтенанты, 30 августа 1870 г. награждён орденом Св. Анны 1-й степени с мечами (императорская корона к этому ордену была пожалована 19 августа 1872 г.), а затем с 7 апреля 1871 г. командовал 9-й пехотной дивизией и 30 августа 1875 г. получил орден Св. Владимира 2-й степени.
1 ноября 1876 г. он был назначен командиром 8-го армейского корпуса, в каковой должности и принимал участие в русско-турецкой войне 1877—1878 гг.

## Русско-турецкая война 1877—1878гг

### Переправа через Дунай
С объявления 12 апреля 1877 г. войны Турции, Радецкий выступил с 8-м армейским корпусом из Кишинёва и 19 апреля перешёл румынскую границу, переправившись у Леова через Прут. Согласно маршрутам Главного штаба, со вступлением в пределы Румынии действующая армия должна была двинуться четырьмя колонками; из них левая (в состав которой входили 8-й армейский корпус, 11-я кавалерийская дивизия, 2 горных батареи, 23-й казачий полк, 2 сотни пластунов, 4-я стрелковая бригада и сводная Кавказская казачья дивизия, под общим начальством генерал-лейтенанта Радецкого) двинулась от Бестамака на Фальчи, Галац и Браилов, откуда 8-й корпус направился к Бухаресту, 11-я кавалерийская дивизия к Облешти-Ноу, прочие же части колонны, под начальством генерал-лейтенанта Скобелева 1-го, к Журже. При выборе места переправы через Дунай, Его Императорское Высочество Главнокомандующий о своём решении совершить переправу у Зимницы сообщил вечером 9 июня одному только генерал-лейтенанту Радецкому, войска которого в ночь на 15-е и должны были начать переправу под общим его руководством и под непосредственным начальством Свиты Его Величества генерал-майора Драгомирова. Немедленно после переправы войска вступили в бой у Систова и взяли этот город при личном участии его императорского высочества Главнокомандующего великого князя Николая Николаевича Старшего и принца Александра Баттенберга.
16 июня 1877 г. Радецкий получил орден Св. Георгия 3-й степени за № 537
В награду за отличное мужество и храбрость, оказанные при переходе войск через Дунай у Систова 15 июня 1877 г.

### Оборона Шипкинского перевала

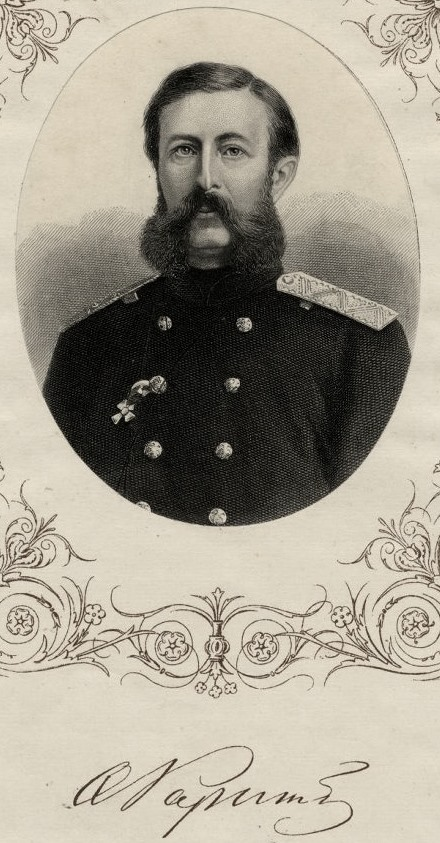
Генерал-лейтенант Ф. Ф. Радецкий. Гравюра 1878 г. (с автографом)

Во 2-й период войны, после переправы через Дунай, 8-му корпусу приказано было, 18 июня, следовать за передовым отрядом генерал-майора Гурко, служа ему частным резервом. 30 июня головные части корпуса прибыли в Тырнов, после чего корпус сосредоточился на Янтре, выдвинув авангарды к Обретенику. После ряда перестрелок и мелких стычек, со взятием перевала Бердек и деревни Беброва, 7 июля был занят отрядами генерал-адъютанта князя Святополк-Мирского и генерал-майора Гурко Шипкинский перевал, а 19 июля Радецкому было приказано удерживать линию Сельва — Шипка — Елена.
21 июля Гурко занял позицию при южном входе в Хаинбогарское ущелье и предполагал, укрепившись здесь, выжидать перехода главных сил в решительное наступление через Балканы. Но Радецкий, которому он был подчинён, признавая положение передового отряда рискованным, приказал Гурко отступить, что он и исполнил, не тревожимый турками, 25 июля. 7 августа армия Сулеймана-паши приблизилась к деревне Шипка.
В это время войска Радецкого, около 40 тысяч, имевшие назначением, кроме обороны перевала, ещё обеспечивание, со стороны Ловчи, левого фланга войск против Плевны и правого фланга Рущукского отряда со стороны Осман-Базара и Сливно, были раскинуты на 130-верстном пространстве отдельными отрядами, причём на Шипке было всего около 7 тысяч против 60 таборов (около 40 тысяч) турок. Радецкий предполагал, что армия Сулеймана вероятнее всего двинется к Осман-Базару на соединение с армией Мехемета-Али, или на Елену для действия во фланг, но уже 7 августа выяснилось, что против Елены у турок незначительное количество регулярных войск; вследствие этого, а также вследствие получения тревожных известий с Шипки 8 августа, Радецкий направил на перевал из Габрова 4-ю стрелковую бригаду.
9 августа турки штурмовали в лоб сильнейшую часть русских позиций на Шипкинском перевале. Отчаянные атаки продолжались 6 дней, после чего Сулейман отвёл свои войска несколько назад. Тяжело было положение защитников Шипки и их бесстрашного доблестного начальника, который с незначительными силами должен был удерживать энергичное наступление всей армии Сулеймана-паши. К 11 августа наши войска на Шипке понесли настолько большой урон, что положение защитников к полдню этого дня стало критическим, так как и боевые запасы приходили к концу.
Между тем на выручку спешила 4-я стрелковая бригада, которую лично вёл генерал Радецкий. Видя измученность людей, которые при жаре до 40° R едва передвигали ноги, Радецкому пришла в голову мысль посадить стрелков на казачьих лошадей. Стрелки по 2—3 человека вскочили на лошадей, усталость исчезла, и они как раз вовремя подоспели на выручку товарищей, которые уже начинали колебаться, уступая натиску превосходных сил неприятеля.
Военная история оценит по достоинству этот замечательный марш Радецкого к Шипке. Появление свежего отряда и бесстрашного начальника вызвало единодушное «ура» защитников, подняло мгновенно дух солдат, — и турки были отброшены. Во время самого разгара жаркого боя генерал Столетов посоветовал Радецкому в одном месте ехать рысью, так как это место беспрерывно обстреливалось турками. Радецкий остановил лошадь, постоял немного и сказал: «Подлецы, скверно стреляют». В десятом часу вечера Радецкий объезжал все позиции и благодарил храбрых защитников.
Вообще атаки с 9 по 14 августа на гору Св. Николая — ключ Шипкинской позиции — отличались упорною настойчивостью и настолько были сильны, что, например, 12 августа сам Радецкий должен был стать перед войсками и лично водил их в штыки. За такую блестящую оборону перевала он был награждён 15 августа золотой шпагой с бриллиантами и с надписью: «За оборону Шипки с 9 по 14 августа 1877 года».
Отбитием августовских атак дело ещё не было окончено: надо было удерживать Шипку во что бы то ни стало. Пятинедельный период кампании с 19 июня по 25 августа был критическим для русской армии в Болгарии, так как решительное и успешное наступление турок против одного из флангов нашего растянутого расположения не только вынудило бы остальные к отступлению, но могло повести и к отрезанию их от Дуная.
Особенно опасно было положение отряда Радецкого, как наиболее отдалённого от Дуная, и был даже возбуждён вопрос об очищении Шипкинского перевала, но мысль эта была оставлена после личного осмотра перевала начальником штаба армии и совещания его с генерал-лейтенантом Радецким.
Турки не воспользовались благоприятной для них обстановкою, ограничиваясь бомбардировками и бесплодными, безумными атаками на деревню Зелено-Древо и гору Св. Николая, тогда как положение русских с каждым днём улучшалось: в течение августа месяца русская армия была усилена шестью дивизиями и одной стрелковой бригадой (всего 85 тысяч), из которых 2-я пехотная дивизия и 3-я стрелковая бригада были двинуты к Сельви и образовали резерв для войск Радецкого.
Между тем с половины сентября наступила суровая зима, и защитникам Шипки выпала трудная доля бороться не только с неприятелем, но и с природою. Турки обстреливали Шипку беспрерывно с трёх сторон, и начальник штаба 8 корпуса, генерал-майор Дмитровский находил положение отряда весьма опасным, допускал обход и предсказывал, что если не пришлют подкреплений, то «все здесь ляжем, никто не уйдет». Радецкий как-то неохотно соглашался на прибытие подкреплений, но наконец согласился и вытребовал одну бригаду 2-й пехотной дивизии.
Навсегда останется в обществе память о том утешительном впечатлении, какое в тяжёлые дни одной из Плевненских неудач произвела телеграмма Радецкого, окружённого со всех сторон и уже готового погибнуть, не сдавая перевала: «На Шипке всё спокойно», что означало, что Сулейман бездействует, и потому все благополучно.
5 сентября, после четырёхдневной подготовки артиллерийским огнём, турки штурмовали гору Св. Николая, но потерпели полную неудачу. На южном фронте Шипкинской позиции армия Реуфа-паши, хотя и превосходила в силах войска Радецкого, но не решалась что-либо предпринять, и Реуф считал себя на то вправе, раз Сулейман бездействовал; лишь обе стороны укреплялись и усиливали свои позиции у Шипкинского перевала.
В начале ноября Реуф-паша был назначен военным министром, а его место занял Ахмет-Эюб, который передал начальствование над главной частью своей армии у Шипки Весселю-паше. Желая чем-нибудь ознаменовать своё вступление в командование, Вессель-паша 9 ноября атаковал гору Св. Николая, но очень неудачно, так как был отбит с большим уроном.

### Шипка — Шейново
С половины ноября наступили лютые морозы и частые снежные бураны; войска страдали от неприятеля меньше, чем от морозов и болезней, и число заболевших и отморозившихся доходило до 400 человек в день; часовых сносило ветром в овраги. Наиболее пострадала 24-я пехотная дивизия генерала Гершельмана. Именно к этому времени относится знаменитый триптих В. В. Верещагина «На Шипке всё спокойно».
К концу этого месяца в 20 батальонах было свыше 5000 больных, но генерал-лейтенант Радецкий непоколебимо оставался на своём посту. После падения 28 ноября Плевны было решено усилить отряды Гурко и Радецкого, чтобы было возможно скорее форсировать ими линию Балкан. Вследствие чего великий князь Николай Николаевич Старший приказал немедленно по прибытии подкреплений к этим отрядам начать переход через горы. Для обеспечения флангов отряда Радецкого был назначен отряд генерал-майора Карцова на правом фланге, а отряду генерал-майора Деллинсгаузена велено прикрывать левый фланг Радецкого. 10 декабря от осадной Плевненской армии Радецкому были посланы подкрепления: 16-я пехотная дивизия, 3 батальона 3-й стрелковой бригады, 4-й сапёрный батальон и 9-й казачий полк. Они сменили обескровленную 24-ю пехотную дивизию, отведённую в тыл.
Генерал Радецкий, даже после прибытия 16-й пехотной дивизии, считал атаку Весселя-паши операцией очень рискованной, так как прямая атака турецких позиций у перевала была немыслима, а обход по снегам невозможен. Поэтому, получив приказание о начале наступления, Радецкий 19 декабря телеграфировал Главнокомандующему, прося отложить движение от Шипкинского перевала до появления отряда Гурко в долине Тунджи, что заставило бы турок очистить их позиции без боя. Но так как Гурко находился в значительном отдалении и не мог оказать скорого содействия Радецкому, то Великий князь не изъявил согласия на эту телеграмму. К тому же в Главной квартире считали силы Весселя-паши не свыше 15 тысяч, а Радецкий считал их в 30—40 тысяч.
Вследствие новых представлений Радецкого, ему были посланы 22 декабря ещё 30-я пехотная дивизия и три полка 1-й кавалерийской дивизии, причём было подтверждено приказание начать переход в наступление 24 декабря. Для исполнения воли Главнокомандующего в штабе 8-го армейского корпуса остановились на очень смелом и даже рискованном плане двойного охвата турецких позиций у Шипки, то есть, оставив на перевале достаточной силы заслон, обойти эти позиции с обоих флангов.
Ввиду такого решения к 24 декабря войска были сосредоточены в следующих пунктах: центр, под личным начальством генерал-лейтенанта Радецкого, — 14-я пехотная дивизия, Брянский полк и 2 сапёрные роты — на Шипке; правая колонна, под начальством генерала Скобелева 2-го, — 16-я пехотная дивизия, 3 стрелковых батальона, 2 сапёрных роты, 7 дружин болгарского ополчения, 1 казачий полк, Уральская сотня, одна горная и одна полевая батареи — близ селения Зелено-Древо; левая колонна, под начальством генерал-адъютанта князя Святополк-Мирского, — 9-я пехотная дивизия без Брянского полка, 4-я стрелковая бригада, 30-я пехотная дивизия, одна рота сапёр, болгарская дружина, одна горная и две полевых батареи и один казачий полк — в городе Травне.
Правой колонне предстоял переход в 16—20 вёрст, а левой около 45. Обе колонны должны были подойти к турецким позициям к вечеру 26 декабря, а 27 декабря утром атаковать. Левая колонна князя Святополк-Мирского 27 декабря вошла в соприкосновение с турками и вступила с ними в бой. Правая же колонна встретила на своём пути большие трудности, вследствие чего не могла выполнить план в точности и подошла к турецким позициям лишь утром 28 декабря.
Генерал Радецкий всё время наблюдал за движением обходных колонн с горы Св. Николая, откуда в ясную погоду открывался обширный горизонт. Кроме того, получая всё время донесения от начальников отрядов, он мог составить ясное представление о ходе дел. Видя затруднительное положение отряда князя Святополк-Мирского и для облегчения действий обеих колонн, Радецкий в 12 часов дня 28 декабря сказал: «Пора кончать» и повёл фронтальную атаку на турецкие позиции, несмотря на то, что местность для этого была весьма неудобна.

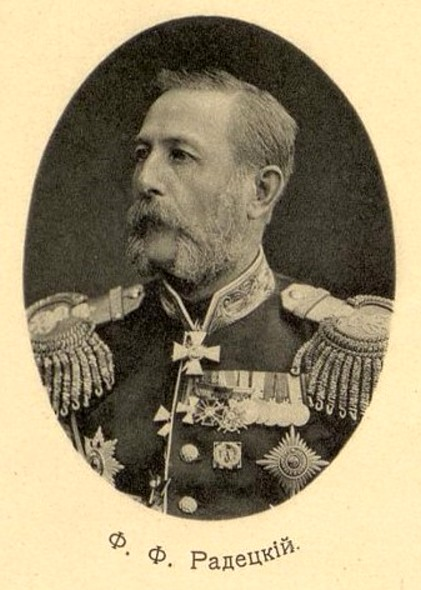
Генерал-адъютант Фёдор Фёдорович Радецкий, 1878—1879 гг.

Атака эта была произведена 2-й бригадой 14-й пехотной дивизии, которая потеряла в этот день 1700 человек, но зато удержала против себя 22 табора турок и почти всю их артиллерию, поставив турок в безвыходное положение. Результатом дружного действия всех трёх отрядов под общим руководством Радецкого было пленение всей шипкинской армии Весселя-паши. В этом деле нами взяты в плен 41 табор (около 32 тысяч), 103 орудия и 6 знамён. Наши же потери во всех трёх отрядах достигали 5 тысяч.
Пленение армии Весселя-паши собственно и составило конец всей кампании, остальное было лишь следствием, дальнейшим развитием шипкинской победы.
Все турецкие отряды, занимавшие проходы в Балканах, поспешно отступили к Адрианополю, так же как и 10-тысячный отряд, спешивший на усиление армии Весселя и находившийся от него всего в нескольких часах пути. Теперь же была прорвана не только оборонительная линия Балкан, но и всё расположение турок: наши войска врезались между армиями Сулеймана и Мехемета-Али, имея открытый путь к Семенли. За эту блестящую операцию Радецкий произведён 29 декабря в генералы от инфантерии, а 4 января 1878 г. награждён орденом Св. Георгия 2-й степени за № 116
За пятимесячную храбрую оборону Шипкинскаго перевала и пленение 28 декабря 1877 года всей армии Вессель-Паши
В апреле 1878 года назначен генерал-адъютантом к его императорскому величеству и шефом 55-го Подольского пехотного полка.

### К Адрианополю
Чтобы использовать вполне Шипкинскую победу, Главнокомандующий решил, не давая времени туркам оправиться, наступать несколькими колоннами к Адрианополю, — из них левой, под начальством Радецкого, приказано двинуться через Ески и Ени-Загру к Ямболю и оттуда долиною Тунджи к Адрианополю. 30 декабря 1877 года отряд стал спускаться с Балкан, и к 6 января 1878 войска отряда стянулись к Казанлыку, где нашли запасы галет, муки, ячменя и сена.
Турки везде поспешно отступали, так как после пленения армии Весселя-паши дух турецких войск сильно упал. Появилось много дезертиров, и к половине января в армии Сулеймана-паши из 50 тысяч оставалось только 30; при отступлении этой армии турки потеряли почти всю свою артиллерию — 114 орудий и около 2 тысяч пленными. 6 января головные части нашей армии подошли к Адрианополю. В городе было около 8 тысяч гарнизона, но с прибытием в этот же день армии Мехемета-Али набралось до 33 тысяч защитников. Кроме этого, город был обнесён 24 сильными фортами, вооружёнными 70 орудиями.
Ввиду того что в Константинополе в это время гарнизон состоял всего только из 10 тысяч человек, турецкое правительство, боясь за участь своей столицы, приказало войскам, находящимся у Адрианополя, спешно отступать к Константинополю. К вечеру 7 января последние турецкие войска покинули Адрианополь, предварительно взорвав арсеналы, склады и бросив все вооружение фортов.
Колонна Радецкого, вследствие трудности спуска с гор по обледенелым кручам при 9—10° мороза, могла только к 10 января стянуться к Ямболю и лишь 16 января головные части подошли к Адрианополю, то есть через 9 дней после вступления отряда генерала Струкова. 19 января в Адрианополе подписаны предварительные условия мира, но наша армия продолжала наступать и 11 февраля 1878 года заняла Сан-Стефано, куда была перенесена Главная Квартира. К этому времени 8-й армейский корпус расположился в Чаталджи и Наташ-Киой.

## После войны
После заключения мира 19 февраля 1878 войска 8-го армейского корпуса оставались на местах своего расположения до 30 августа, когда они были посажены на транспортные суда и перевезены в Одессу. По возвращении в Россию генерал от инфантерии Радецкий был избран почётным гражданином городов Полтавы и Санкт-Петербурга, причём столица поднесла ему богато украшенную саблю. Заслуги Радецкого признаны и иностранными государями, пожаловавшими ему свои ордена.
После войны Радецкого всюду встречали и чествовали, как национального героя. 19 октября 1878 г. бывшие воспитанники Инженерного училища и академии чествовали Радецкого, как своего старшего товарища, которым гордились. На этом обеде среди присутствовавших были генералы Леер, Романовский, Форш, Кауфман, Орловский и бывшие товарищи Радецкого писатели Достоевский и Григорович и изобретатель электрической свечи — Яблочков.

## Последние годы службы. Болезнь и смерть
После командования 5-м армейским, а затем Гренадерским корпусами Радецкий был назначен 10 мая 1882 года командующим войсками Харьковского военного округа, 15 мая того же года получил орден Белого Орла и 30 августа 1885 года — орден Св. Александра Невского. С упразднением Харьковского округа был перемещён в 1888 году на такую же должность в Киевский военный округ и получил алмазные знаки к ордену Св. Александра Невского.
В начале августа 1889 года во время торжественного смотра в Киево-Печерской лавре лошадь под Радецким поскользнулась и упала. Радецкий сильно повредил правую ногу. 18 августа 1889 года, находясь в постели из-за падения, Радецкий принимал поздравления с 50-летней годовщиной начала его военной службы. Вместе с поздравлениями он получил Высочайший приказ об увольнении с поста командующего Киевским округом и назначении членом Государственного и Военного советов. Радецкому предстояла служба на новом поприще законодательной деятельности. Данное назначение Радецкий воспринял как почётную отставку, что опечалило и потрясло его. 30 августа 1889 года он отправился в Крым для продолжение лечения и пробыл там до ноября месяца. Находясь в Крыму и после консультаций со своей семьёй Радецкий, который до сей поры не имел собственного «угла», принял решение обосноваться в городе Одессе. В конце ноября 1889 года Радецкий прибыл в Одессу и занялся поисками квартиры, обзаведением обстановкой и прочими бытовыми вопросами. Радецкий нашёл для своей семьи квартиру по адресу улица Преображенская, дом 2. Спустя три недели после пребывания в Одессе Радецкий выехал в Санкт-Петербург, где был представлен в новом качестве императору Александру III. Во время аудиенции Государь, зная о скромном материальном достатке генерала, повелел выдать ему на обзаведение на новом месте 25 тысяч рублей пособия. В Петербурге в те дни свирепствовала эпидемия гриппа. Заболел гриппом и Радецкий. Организм, ослабленный предыдущими болезнями и нервными переживаниями, не смог побороть болезнь, которая дала осложнения — Радецкого мучили приступы удушья. Радецкий уехал лечиться к своей второй жене Серафиме Петровне в Варшаву, где на протяжении двух недель его лечили лучшие врачи, определившие тяжёлую форму склероза венечных сосудов и сердечной аорты. Почувствовав некоторое облегчение Радецкий в сопровождении своей дочери Натальи поспешил в свой новый дом — в Одессу, куда прибыл 12 января 1890 года. Казалось, что организм справился с болезнью, Радецкому было лучше и он строил планы деловых встреч на ближайшие дни. Однако в 12-м часу ночи 14 (26) января 1890 года Радецкий, резко откинувшись на спинку дивана, внезапно прервал разговор с женой. На вопрос «Что с тобой?» он ответил слабым голосом — «Начало конца» и стал быстро бледнеть. В 23 часа 55 минут Радецкий скончался; 19 января 1890 года был похоронен со всеми воинскими почестями при стечении множества народа на Старом городском кладбище г. Одессы; 16 мая 1891 года на могиле был торжественно открыт памятник Ф. Ф. Радецкому (скульптор В. О. Шервуд).

## Звания и чины
- Унтер-офицер (14.03.1838)
- Прапорщик (13.08.1839)
- Подпоручик за отличие (01.07.1844)
- Поручик за отличие (05.06.1845)
- Штабс-капитан (25.07.1849)
- Капитан (22.12.1850)
- Полковник (10.10.1857)
- Генерал-майор (27.09.1860)
- Генерал-лейтенант (20.05.1868)
- Генерал от инфантерии (28.12.1877)
- Генерал-адъютант (16.04.1878)

## Награды
российские::
- Орден Святого Станислава 3-й ст. (04.08.1845)
- Орден Святой Анны 3-й ст. с бантом (16.12.1852)
- Орден Святой Анны 2-й ст. (18.08.1855)
- Орден Святого Владимира 4-й ст. с бантом (04.10.1855)
- Императорская корона к Ордену Святой Анны 2 ст. (31.01.1859)
- Орден Святого Георгия 4-й ст. (08.09.1859)
- Золотая шашка «За храбрость» (10.05.1860)
- Орден Святого Владимира 3-й ст. с мечами (05.09.1863)
- Орден Святого Станислава 1-й ст. с мечами (16.04.1867)
- Орден Святой Анны 1 ст. с мечами (30.08.1870)
- Императорская корона к Ордену Святой Анны 1-й ст. с мечами (19.08.1872)
- Орден Святого Владимира 2-й ст. (30.08.1875)
- Орден Святого Георгия 3-й ст. (16.06.1877)
- Золотая шпага, украшенная бриллиантами с надписью «За оборону Шипки с 9 по 14 августа 1877 года» (15.08.1877)
- Орден Святого Георгия 2-й ст. (04.01.1878)
- Знак отличия «За XL лет беспорочной службы» (1881)
- Орден Белого орла (15.05.1882)
- Орден Святого Александра Невского (30.08.1885)
- Бриллиантовые знаки к Ордену Святого Александра Невского (1888)

иностранные:
- Прусский Орден «Pour le Mérite» (1878)
- Сербский Орден Таковского креста 1-й ст. (1878)
- Черногорская медаль (1878)
- Мекленбург-Шверинский Орден Вендской короны 1-й и 2-й ст. (1878)
- Прусский Орден Красного орла, большой крест (1879)
- Болгарский Орден «Святой Александр» 1 ст. (1884)
- Алмазные знаки к прусскому Ордену Красного орла (1886)

## Семья
Фёдор Фёдорович был дважды женат. С первой женой, Ларисой Николаевной урождённой Ивановой был развод; у них были дети:
- Фёдор (1858 — после 1908) — полковник, командир 1-го Закаспийского стрелкового батальона,
- Лариса (1860 — до 1908) — жена адъютанта Ф. Ф. Радецкого, в последующем генерал-лейтенанта русской армии Евгения Иосифовича Грозмани (герб Корвин,1849—1928),
- Владимир (1861—1883),
- Надежда (1870—1891) — благотворительница и сестра милосердия[11],
- Юрий (1866 — после 1908),
- Елена,
- Борис (1868—1905) — штабс-капитан лейб-гвардии 4-го стрелкового батальона, убит в русско-японскую войну,
- Ольга (в замужестве Розалион-Сошальская; 1868—1898), похоронена в фамильном склепе рядом с отцом .

Вторая жена — Серафима Петровна (1842 — 17 января 1918, Петроград), дочь генерал-майора Петра Семёновича Лебедева (1816—1875), редактора «Русского Инвалида»; детей у них не было.

## Оценка деятельности
Имя Радецкого, доблестного героя Кавказа, Дуная и Шипки, навсегда будет «дорого каждому русскому сердцу», как выражено в Высочайшем рескрипте, данном в день 50-летнего юбилея его службы в офицерских чинах. Ещё с первых лет юности, во время своего пребывания в Инженерном училище, Радецкий первый восстал (и положил тем предел) против обычая угнетения младших старшими, чем проявил чувство уважения к человеку, чувство гуманности.

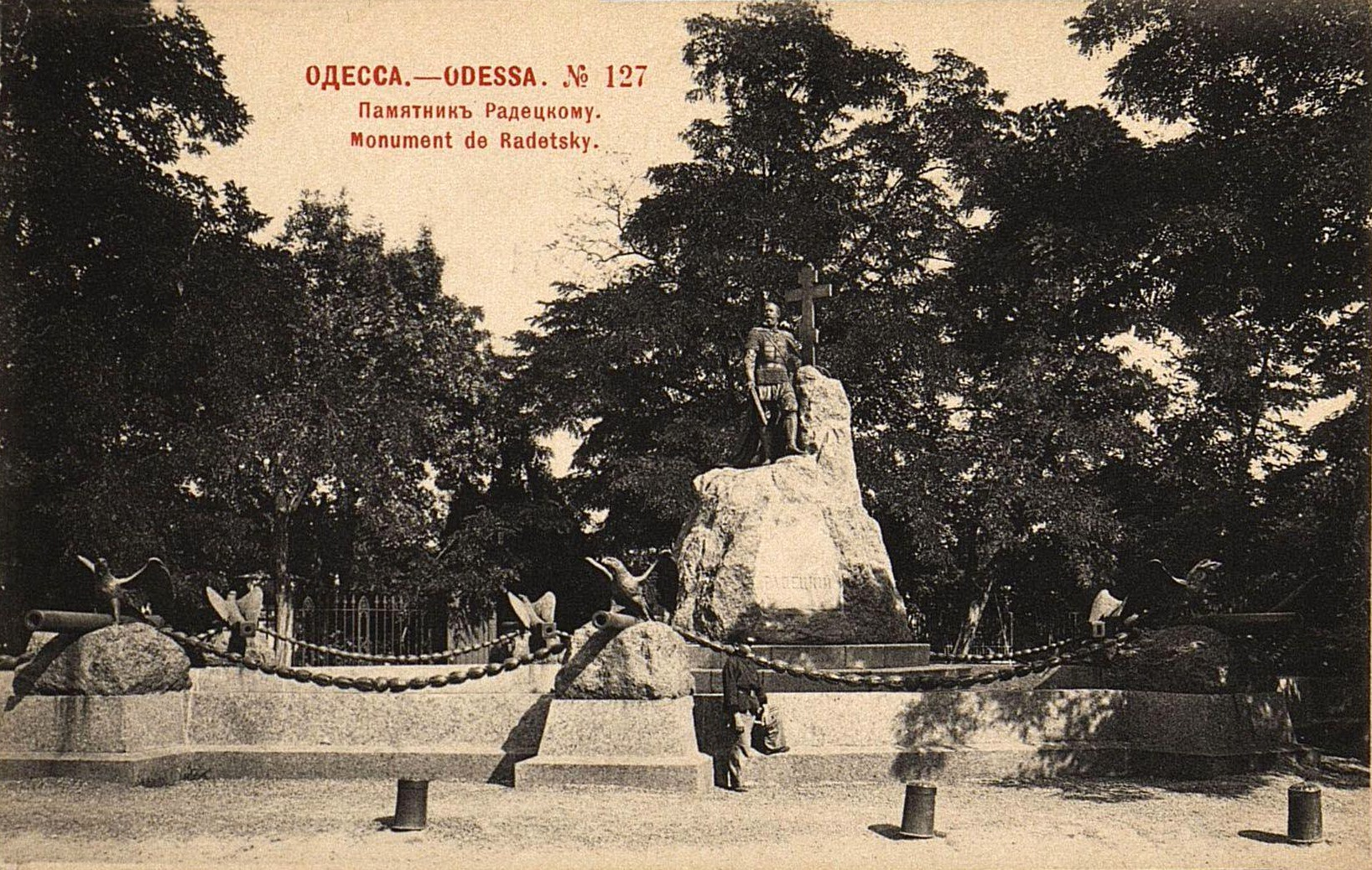
Памятник Ф. Ф. Радецкому на 1-м христиан-ском кладбище в г. Одесса. Разрушен больше-виками вместе со всем кладбищем в 1933 году. Открытка 1902 года.

В бою глубокое чувство меры, непреклонная решимость в достижении раз поставленной цели, вне стеснения частной инициативы подчинённых, бесстрашие и равнодушие к опасности, успокоительно действующее на окружающих в самые критические минуты боевой обстановки — высокие качества для стратегической обороны, операции наиболее трудной и тяжёлой, доступной только истинным талантам, — справедливость, постоянное горячее попечение о солдате, скромность после совершения подвига, простота и мягкость сердца, — вот черты этой чисто русской натуры, столь неотразимо действовавшей на подчинённые войска.
Во всю свою продолжительную боевую деятельность Радецкий не встречал ни малейшей неудачи: участвуя более 100 раз в боях, он ни разу не был контужен или ранен; он ставил постоянно прежде всего общую цель, забывая о личных отличиях и интересах. Вообще же он принадлежал к числу тех «отцов-командиров», которых распознает чуткое сердце солдата, всецело и беззаветно отдающееся любимым начальникам; это тот тип русских людей, которые, будучи поставлены силою обстоятельств к какому-либо делу, свято исполняют его, самоотверженно несут его тягости: Радецкий не только посылал, но и водил в бой вверенные ему части.
Федор Достоевский писал генералу Радецкому, своему старому товарищу: 
 «Дорогой нам, всем русским, генерал и незабвенный старый товарищ Федор Федорович, может быть, Вы меня и не помните, как старого товарища в Главном инженерном училище. Вы были во 2-м кондукторском классе, когда я поступил по экзамену, в третий; но я припоминаю Вас портупей-юнкером, как будто и не было тридцати пяти лет промежутка. Когда, в прошлом году, начались Ваши подвиги, наконец-то объявившие Ваше имя всей России, мы здесь, прежние Ваши товарищи (иные, как я, давно уже оставившие военную службу), — следили за Вашими делами, как за чем-то нам родным, как будто до нас, не как русских только, но и лично, касавшимся. — Раз, встретившись нынешней зимой с многоуважаемым Александром Ивановичем [Савельевым — воспитателем Главного инженерного училища. — С. Б.] и заговорив о войне, мы с восторгом вспомянули о Вас и о победах Ваших. Александр Иванович, услышав от меня, что я хотел бы Вам написать, стал горячо настаивать, чтоб я не оставлял намерения. И вот вдруг оказывается, что Вы, дорогой нам всем русский человек, тоже нас помните. Глубоко благодарим Вас за это. Здесь мы трепещем от страха, чем и как закончится война, — трепещем перед „европеизмом“ нашим. Одна надежда на государя да вот на таких, как Вы.
Дай же Вам Бог всего лучшего и успешного. С моей стороны посылаю Вам горячий русский привет и глубокий поклон. Теперь у нас светлый праздник: Христос воскресе! И да воскреснет к жизни труждающееся и обремененное великое Славянское племя усилиями таких, как Вы, исполнителей всеобщего и великого русского дела.
А вместе с тем да вступит и наш русский „европеизм“ на новую, светлую и православную Христову дорогу. И бесспорно, что самая лучшая часть России теперь с Вами, там, за Балканами. Воротясь домой со славою, она принесет с Востока и новый свет. Так многие здесь теперь верят и ожидают.

Примите, многоуважаемый Федор Федорович, этот привет и глубокий поклон мой как сердечное и искреннее выражение чувств от старого товарища и от благодарного русского покорнейшего слуги Вашего Федора Достоевского». 

## Память

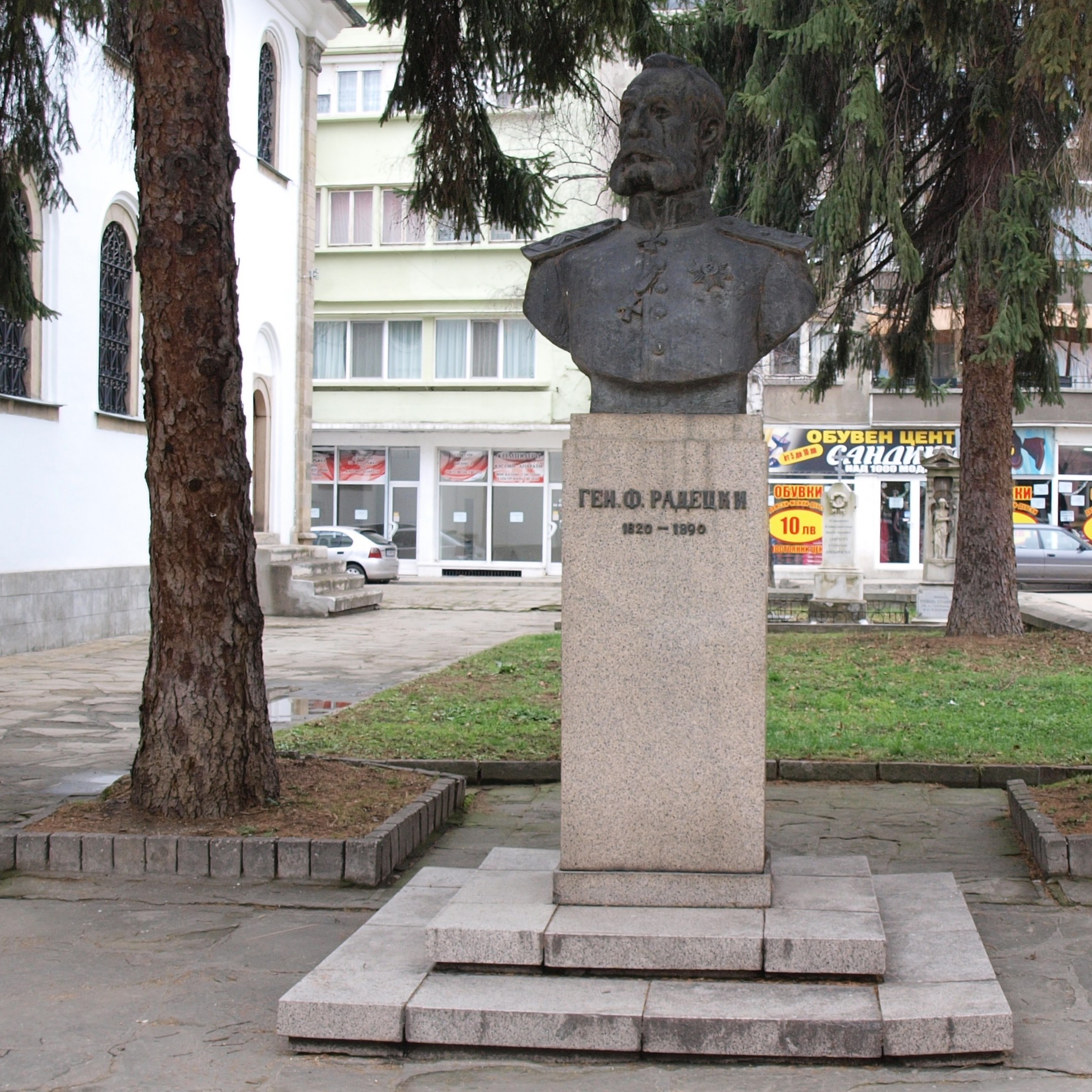
Бронзовый бюст Радецкого возле южной стороны церкви «Успение Пресвятой Богородицы» в Габрово

В городе Одессе, где умер Радецкий, в память о нём на 1-м христианском кладбище в 1891 году был воздвигнут большой монумент. На нём генерал Радецкий был изображён в доспехах древнерусского воина — окружённый пушками с восседающими на них орлами, он утверждал православный крест на каменистом утёсе, символизирующем Балканы.
В 1933 году советская власть уничтожила кладбище, со всеми памятниками и могилами. Впоследствии на месте, где когда-то было кладбище, был разбит Преображенский парк — «парк культуры и отдыха».
В городе Габрово (Болгария) именем Радецкого названа одна из центральных улиц и сооружён его бронзовый бюст.